# Route européenne 123
Pour les articles homonymes, voir Route 123.
La route européenne 123 est une route reliant Tcheliabinsk en Russie à Nizhny Panj (en) au Tadjikistan, après avoir traversé le Kazakhstan et l'Ouzbékistan.